# Afrodisiac (álbum de The Main Ingredient)
Afrodisiac é um álbum da banda de soul The Main Ingredient. Lançado em 1973 pela RCA Victor, o álbum teve várias canções escritas ou co-escritas por Stevie Wonder.